# Isla Incahuasi
Pour les articles homonymes, voir Incahuasi.
Incahuasi, en quechua « la maison de l’Inca », est une colline entourée par le salar d'Uyuni en Bolivie. Elle se transforme temporairement en île lorsque l'eau recouvre l'étendue de sel quelques jours dans l'année. C'est une destination populaire pour les touristes qui visitent la région.
Cette île désertique de corail est recouverte de centaines de cactus dont certains atteignent quatre mètres de haut. Le plus grand atteint 12 mètres ; la croissance de cette espèce de cactus est d'environ un centimètre par an.
Des chemins sont aménagés pour permettre aux touristes de grimper facilement à son sommet, et observer l’immensité du salar. Outre les cactus, l’île est aussi habitée par les viscaches, rongeurs andins de la famille des chinchillidés.

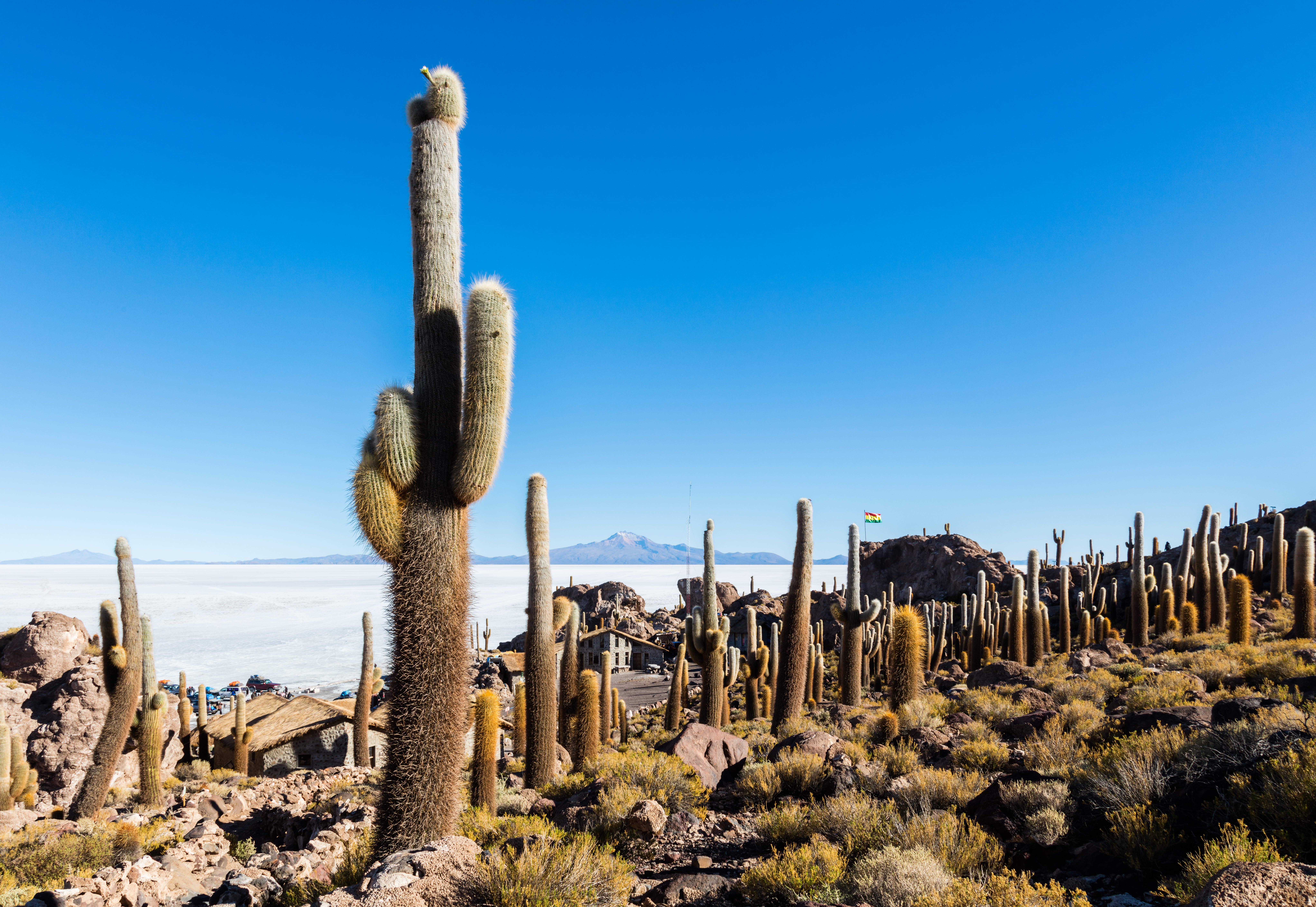
Vue du salar depuis la colline, avec ses cactus caractéristiques.